# Fehérvári Mari
Fehérvári Mari, Fehérváry, született Faiszt Mária (Pest, 1837. körül – Budapest, 1886. február 1.) koloraturénekesnő (szoprán).

## Életútja
1857. május 28-án nagy sikerrel mutatkozott be a Nemzeti Színházban, az Észak csillagában; erről a vendégfelléptéről így ír a Hölgyfutár: »A kisasszony Prascovia szerepében meglepőleg hatott a közönségre; ép oly tiszta, mint hajlékony hanggal bir, melynek terjedelme is a ritkábbak közé tartozik.« 1860. januártól a comói színházban lépett fel Fevari néven; majd ez év június és július havában a Napkelet tudósítása nyomán megtudjuk (1860. 143., 144. és 145. old.), hogy Genovában is nagy tetszés mellett énekelt a Teatro Doriában; onnan meghívták vendégszereplésre a milánói Carzano-színházhoz, ahova azután le is szerződött. 1861. március havában Torinóban a Teatro Vittorio Emanuelében, majd július havától és 1863—64-ben újra külföldön járt. Olaszországban Fevári néven énekelt. 1864. október 4-én ismét fellépett a Nemzeti Színházban, majd az 1865. és 1866. években a kolozsvári színház tagja volt. Erkel Ferenc Bánk bánjának bemutatóján Melinda szerepében lépett fel. 1868. október havában a fővárosban magániskolát tartott fenn, tanítványa volt Hegyi Aranka is. Rákosi Jenő Magdolna című írásában (Színházi Élet, 1926/24. szám) alacsony, púpos, élte delén lévő hölgyként jellemezte, akit "azonban deformált teste akadályozott abban, hogy a színpadi pályára léphessen". Nem ment férjhez, hajadonként hunyt el szervi szívbaj következtében.

## Fontosabb szerepe
- Elvira (Auber: A portici néma)